# Sophie Rhys-Jones
Sophie Rhys-Jones, duchesse d'Édimbourg, née le 20 janvier 1965 à Oxford, est un membre de la famille royale britannique, épouse du prince Edward, quatrième et dernier enfant de la reine Élisabeth II.

## Jeunesse
Sophie Helen Rhys-Jones est née le 20 janvier 1965, à Oxford. Elle est le second enfant et l'unique fille de Christopher Bournes Rhys-Jones, le directeur des ventes d'un importateur de pneumatiques à la retraite, et de Mary O'Sullivan, secrétaire et activiste caritative, décédée en 2005. Le couple avait déjà un fils, prénommé David. Sophie a reçu le deuxième prénom de Helen en mémoire de la sœur de son père, décédée dans un accident de cheval plus d'une décennie avant la naissance de Sophie.
Son parrain est l'acteur Thane Bettany, qui était le demi-frère par alliance de son père. Par celui-ci, elle est reliée à Paul Bettany. Sophie compte parmi ses ancêtres le roi Henri IV d'Angleterre et est également apparentée, par sa grand-mère paternelle, à la famille des vicomtes Molesworth. 
Sophie est élevée dans une maison de campagne à Brenchley, dans le Kent. Cette maison comprend quatre chambres et date du XVIIe siècle.

## Carrière
Sophie Rhys-Jones a commencé une carrière dans les relations publiques, et travaillé pour différents types d'entreprises, notamment, pendant quatre ans, à Capital Radio (en) (radio FM de Londres), où elle était affectée à la presse et aux promotions, ainsi que pour les relations publiques de The Quentin Bell Organisation et MacLaurin Communications & Media. 
Elle a également travaillé en tant que gestionnaire de clients d'une station de ski en Suisse et a ensuite passé une année à voyager et à travailler ponctuellement en Australie. En 1996, Sophie Rhys-Jones lança sa propre agence de relations publiques, RJH Public Relations, en partenariat avec Murray Harkin. La société a fait faillite.

## Mariage et descendance
Les fiançailles du prince Edward et de Sophie Rhys-Jones sont annoncées le 6 janvier 1999. Le mariage a lieu le 19 juin 1999 en la chapelle Saint-Georges du château de Windsor. Ce lieu rompt avec les mariages fastueux de ses frères et de sa sœur, qui se sont tous mariés en l'abbaye de Westminster ou en la cathédrale Saint-Paul de Londres. À l'occasion de son mariage, la reine donne à son dernier fils le titre de comte de Wessex, et le titre subsidiaire de vicomte Severn, portable par l'aîné de ses fils. Le Palais annonce également que les futurs enfants du comte et la comtesse de Wessex n'utiliseront pas le titre de prince malgré les lettres patentes de George V donnant ce droit aux petits-enfants du souverain.
Le duc et la duchesse d'Édimbourg ont deux enfants et vivent à Bagshot Park dans le Surrey :
- Louise Alice Elizabeth Mary Mountbatten-Windsor, née le 8 novembre 2003 ;
- James Alexander Philip Theo Mountbatten-Windsor, comte de Wessex, né le 17 décembre 2007.

## Activités
Le comte et la comtesse de Wessex ont représenté la famille royale britannique à l'étranger, lors du mariage de la princesse héritière Victoria de Suède en 2010, de celui du prince Albert II de Monaco en 2011, de celui du grand-duc héritier Guillaume de Luxembourg en 2012, de celui de la princesse Madeleine de Suède en 2013 et de celui du prince Carl Philip de Suède en 2015.
Très impliquée dans la lutte contre la cécité, la duchesse est ambassadrice de l'International Agency for the Prevention of Blindness, et marraine des Guides Dogs for the Blind Association (depuis 2021 en remplacement de la princesse Alexandra).
Son beau-frère Andrew et elle sont vice-présidents du Windsor Horse Show (son époux le prince Edward y est le président depuis 2022, succédant au prince Philip).
La duchesse d'Édimbourg est la marraine du Chartered Management Institute depuis 2019 (en remplacement de son beau-père le prince Philip).
Après le changement de règne, la duchesse d'Édimbourg reste parmi les onze membres actifs de la famille royale britannique. Elle reprend des parrainages de la reine Élisabeth II : les Guides (depuis 2024) et la South of England Agricultural Society (depuis 2024).

## Titulature et honneurs

### Titres
Sophie est appelée « Son Altesse Royale la comtesse de Wessex » de 1999 à 2023. Le 10 mars 2019, son époux est créé comte de Forfar (titre porté en Écosse), ce que fait de Sophie la comtesse de Forfar. Elle est désignée à plusieurs reprises comme la comtesse de Wessex et Furfar, notamment lors des obsèques de ses beaux-parents, le duc d'Édimbourg et la reine Élisabeth II. Depuis le 10 mars 2023, elle est appelée « Son Altesse Royale la duchesse d'Édimbourg ».
- 1999-2023 : Son Altesse Royale la comtesse de Wessex (mariage) ;
  - 2019-2023 : Son Altesse Royale la comtesse de Forfar (en Écosse) ;
- Depuis 2023 : Son Altesse Royale la duchesse d'Édimbourg.

### Honneurs
- 2002 : Médaille du jubilé d'or d'Élisabeth II
- 2004 : Ordre de la famille royale d'Élisabeth II
- 2005 : Médaille commémorative du centenaire de la Saskatchewan
- 2010 : Dame Grand-Croix de l'ordre royal de Victoria
- 2012 : Médaille du jubilé de diamant d'Élisabeth II
- 2016 : Décoration des Forces canadiennes
- 2017 : Médaille de service du Très vénérable ordre de Saint-Jean
- 2021 : Médaille de service avec barre du Très vénérable ordre de Saint-Jean
- 2022 : Médaille du jubilé de platine d'Élisabeth II
- 2022 : Dame Grand-Croix du Très vénérable ordre de Saint-Jean
  - 2005-2022 : Dame de Justice du Très vénérable ordre de Saint-Jean
- 2023 : Médaille du couronnement de Charles III
- 2024 : Ordre de la famille royale de Charles III

## Dans la culture populaire
Sophie Rhys-Jones a une sculpture de cire à son effigie chez Madame Tussauds de Londres réalisée par Stuart Williamson.